# Mannschaftskader der Top 12 2019 (Frauen)
Die Liste der Mannschaftskader der Top 12 (Frauen) 2019 enthält alle Spielerinnen, die in der französischen Top 12 der Frauen 2019 im Schach mindestens eine Partie gespielt haben mit ihren Einzelergebnissen.

## Allgemeines
Insgesamt wurden 53 Spielerinnen eingesetzt, von denen 40 keinen Wettkampf verpassten. Neun Vereine setzten immer die gleichen vier Spielerinnen ein (wobei Juvisy allerdings eine Partie kampflos verlor), während bei Clichy und Mulhouse je sechs Spielerinnen mindestens eine Partie spielten. Punktbeste Spielerin war Maria Leconte (Monaco) mit 6,5 Punkten aus 7 Partien. Je 6 Punkte aus 7 Partien erreichten Tatiana Dornbusch (Monaco) und Nino Maisuradze (Bischwiller). Von den Spielerinnen, die nur die Vorrunde spielten, waren Pauline Guichard, Alina l’Ami (beide Clichy) und Irina Bulmaga (Cannes) mit je 3,5 Punkten aus 5 Partien am erfolgreichsten. Keine Spielerin erreichte 100 %, das prozentual beste Ergebnis gelang ebenfalls Leconte.

## Legende
Die nachstehenden Tabellen enthalten folgende Informationen:
- Nr.: Ranglistennummer
- Titel: FIDE-Titel zu Saisonbeginn (Eloliste vom Mai 2019); GM = Großmeister, IM = Internationaler Meister, FM = FIDE-Meister, WGM = Großmeister der Frauen, WIM = Internationaler Meister der Frauen, WFM = FIDE-Meister der Frauen, CM = Candidate Master, WCM = Candidate Master der Frauen
- Elo: Elo-Zahl zu Saisonbeginn (Eloliste vom Mai 2019); bei Spielerinnen ohne Elo-Zahl ist die nationale Wertung eingeklammert angegeben
- Nation: Nationalität gemäß Eloliste vom Mai 2019; ESP = Spanien, FRA = Frankreich, GEO = Georgien, GER = Deutschland, ISR = Israel, LTU = Litauen, LUX = Luxemburg, MNC = Monaco, NED = Niederlande, ROU = Rumänien, RUS = Russland, SRB = Serbien, SWE = Schweden, TUR = Türkei, UKR = Ukraine
- G: Anzahl Gewinnpartien
- R: Anzahl Remispartien
- V: Anzahl Verlustpartien
- Pkt.: Anzahl der erreichten Punkte
- Partien: Anzahl der gespielten Partien

## C.E.M.C. Monaco
| Nr. | Titel | Name              | Elo  | Nation | G | R | V | Pkt. | Partien |
| --- | ----- | ----------------- | ---- | ------ | - | - | - | ---- | ------- |
| 1   | GM    | Pia Cramling      | 2454 | SWE    | 2 | 5 | 0 | 4,5  | 7       |
| 2   | IM    | Deimantė Cornette | 2433 | LTU    | 3 | 3 | 1 | 4,5  | 7       |
| 3   | WGM   | Tatiana Dornbusch | 2285 | MNC    | 5 | 2 | 0 | 6    | 7       |
| 4   | WGM   | Maria Leconte     | 2246 | FRA    | 6 | 1 | 0 | 6,5  | 7       |

## Club de Bischwiller
| Nr. | Titel | Name                   | Elo  | Nation | G | R | V | Pkt. | Partien |
| --- | ----- | ---------------------- | ---- | ------ | - | - | - | ---- | ------- |
| 1   | GM    | Marie Sebag            | 2476 | FRA    | 2 | 4 | 1 | 4    | 7       |
| 2   | IM    | Lela Dschawachischwili | 2459 | GEO    | 4 | 2 | 1 | 5    | 7       |
| 3   | WGM   | Nino Maisuradze        | 2179 | FRA    | 5 | 2 | 0 | 6    | 7       |
| 4   | WFM   | Julie Fischer          | 2046 | FRA    | 4 | 1 | 2 | 4,5  | 7       |

## Asnières - Le Grand Echiquier
| Nr. | Titel | Name              | Elo  | Nation | G | R | V | Pkt. | Partien |
| --- | ----- | ----------------- | ---- | ------ | - | - | - | ---- | ------- |
| 1   | IM    | Inna Janowska     | 2445 | UKR    | 2 | 4 | 1 | 4    | 7       |
| 2   | IM    | Almira Scripcenco | 2406 | FRA    | 4 | 3 | 0 | 5,5  | 7       |
| 3   | WIM   | Anne Moingt       | 2042 | FRA    | 5 | 1 | 1 | 5,5  | 7       |
| 4   | WIM   | Christine Flear   | 2037 | FRA    | 3 | 2 | 2 | 4    | 7       |

## Club de Clichy-Echecs-92
| Nr. | Titel | Name                | Elo  | Nation | G | R | V | Pkt. | Partien |
| --- | ----- | ------------------- | ---- | ------ | - | - | - | ---- | ------- |
| 1   | GM    | Alexandra Kostenjuk | 2530 | RUS    | 0 | 2 | 0 | 1    | 2       |
| 2   | WGM   | Pauline Guichard    | 2430 | FRA    | 3 | 1 | 1 | 3,5  | 5       |
| 3   | IM    | Alina l’Ami         | 2286 | ROU    | 3 | 1 | 1 | 3,5  | 5       |
| 4   | WFM   | Anaëlle Afraoui     | 2068 | FRA    | 5 | 0 | 2 | 5    | 7       |
| 5   |       | Isabelle Bonvalot   | 1936 | FRA    | 2 | 1 | 4 | 2,5  | 7       |
| 6   |       | Melena Milroy       | 1707 | FRA    | 0 | 1 | 1 | 0,5  | 2       |

## Club de Mulhouse Philidor
| Nr. | Titel | Name               | Elo  | Nation | G | R | V | Pkt. | Partien |
| --- | ----- | ------------------ | ---- | ------ | - | - | - | ---- | ------- |
| 1   | IM    | Elisabeth Pähtz    | 2470 | GER    | 2 | 1 | 0 | 2,5  | 3       |
| 2   | WIM   | Ellinor Frisk      | 2262 | SWE    | 2 | 2 | 0 | 3    | 4       |
| 3   | WGM   | Josefine Heinemann | 2227 | GER    | 0 | 2 | 0 | 1    | 2       |
| 4   | WFM   | Emma Richard       | 2120 | FRA    | 1 | 0 | 2 | 1    | 3       |
| 5   | WIM   | Cécile Haussernot  | 2097 | FRA    | 2 | 1 | 1 | 2,5  | 4       |
| 6   | WFM   | Salomé Neuhauser   | 2073 | FRA    | 3 | 0 | 1 | 3    | 4       |

## Association Cannes-Echecs
| Nr. | Titel | Name                       | Elo  | Nation | G | R | V | Pkt. | Partien |
| --- | ----- | -------------------------- | ---- | ------ | - | - | - | ---- | ------- |
| 1   | IM    | Irina Bulmaga              | 2429 | ROU    | 2 | 3 | 0 | 3,5  | 5       |
| 2   | WIM   | Marlies Bensdorp-De Labaca | 2229 | NED    | 1 | 3 | 1 | 2,5  | 5       |
| 3   |       | Mélanie Vérot              | 2069 | FRA    | 1 | 3 | 1 | 2,5  | 5       |
| 4   |       | Delphine Gras              | 1835 | FRA    | 1 | 1 | 3 | 1,5  | 5       |

## La tour de Juvisy
| Nr. | Titel | Name               | Elo  | Nation | G | R | V | Pkt. | Partien |
| --- | ----- | ------------------ | ---- | ------ | - | - | - | ---- | ------- |
| 1   | IM    | Ekaterina Atalık   | 2458 | TUR    | 1 | 3 | 1 | 2,5  | 5       |
| 2   |       | Carla Marín Benito | 1978 | ESP    | 0 | 1 | 3 | 0,5  | 4       |
| 3   |       | Léa Bismuth        | 1956 | FRA    | 2 | 2 | 1 | 3    | 5       |
| 4   |       | Liza Aggoune       | 1769 | FRA    | 2 | 1 | 2 | 2,5  | 5       |

## Club de Vandœuvre-Echecs
| Nr. | Titel | Name               | Elo  | Nation | G | R | V | Pkt. | Partien |
| --- | ----- | ------------------ | ---- | ------ | - | - | - | ---- | ------- |
| 1   | IM    | Anastassija Sawina | 2353 | RUS    | 0 | 4 | 1 | 2    | 5       |
| 2   | WFM   | Anysia Thomas      | 2178 | FRA    | 1 | 2 | 2 | 2    | 5       |
| 3   | WIM   | Fiona Steil-Antoni | 2156 | LUX    | 2 | 0 | 1 | 2    | 3       |
| 4   | WFM   | Mathilde Choisy    | 2113 | FRA    | 2 | 2 | 1 | 3    | 5       |
| 5   |       | Lucia Stoll        | 1404 | FRA    | 0 | 0 | 2 | 0    | 2       |

## Club de Montpellier Echecs
| Nr. | Titel | Name            | Elo  | Nation | G | R | V | Pkt. | Partien |
| --- | ----- | --------------- | ---- | ------ | - | - | - | ---- | ------- |
| 1   | WGM   | Jovana Rapport  | 2362 | SRB    | 2 | 1 | 2 | 2,5  | 5       |
| 2   | WGM   | Anda Šafranska  | 2188 | FRA    | 2 | 1 | 2 | 2,5  | 5       |
| 3   |       | Nathalie Franc  | 2004 | FRA    | 0 | 1 | 4 | 0,5  | 5       |
| 4   |       | Alexandra Bauer | 1349 | FRA    | 0 | 0 | 5 | 0    | 5       |

## Stanislas Echecs
| Nr. | Titel | Name              | Elo  | Nation | G | R | V | Pkt. | Partien |
| --- | ----- | ----------------- | ---- | ------ | - | - | - | ---- | ------- |
| 1   | IM    | Yuliya Shvayger   | 2373 | ISR    | 1 | 3 | 1 | 2,5  | 5       |
| 2   |       | Noémie Klipper    | 1816 | FRA    | 0 | 0 | 5 | 0    | 5       |
| 3   |       | Téodora Gospodaru | 1808 | FRA    | 0 | 1 | 4 | 0,5  | 5       |
| 4   |       | Sarah Saliou      | 1696 | FRA    | 2 | 1 | 2 | 2,5  | 5       |

## Echiquier Briochin
| Nr. | Titel | Name             | Elo  | Nation | G | R | V | Pkt. | Partien |
| --- | ----- | ---------------- | ---- | ------ | - | - | - | ---- | ------- |
| 1   |       | Annaëlle Le Dû   | 1728 | FRA    | 0 | 0 | 5 | 0    | 5       |
| 2   |       | Maëlle Le Dû     | 1673 | FRA    | 0 | 0 | 5 | 0    | 5       |
| 3   |       | Isabelle Hamelin | 1609 | FRA    | 3 | 0 | 2 | 3    | 5       |
| 4   |       | Hermine Gromas   | 1476 | FRA    | 2 | 0 | 3 | 2    | 5       |

## Echiquier Nîmois
| Nr. | Titel | Name              | Elo  | Nation | G | R | V | Pkt. | Partien |
| --- | ----- | ----------------- | ---- | ------ | - | - | - | ---- | ------- |
| 1   | IM    | Silvia Collas     | 2279 | FRA    | 0 | 2 | 3 | 1    | 5       |
| 2   |       | Béatrice Belluire | 1913 | FRA    | 1 | 1 | 3 | 1,5  | 5       |
| 3   |       | Gabrielle Nicolas | 1733 | FRA    | 1 | 0 | 4 | 1    | 5       |
| 4   |       | Léa Esquembre     | 1199 | FRA    | 0 | 0 | 5 | 0    | 5       |